# Michaił Kolada
Michaił Siergieiewicz Kolada, ros. Михаил Сергеевич Коляда (ur. 18 lutego 1995 w Petersburgu) – rosyjski łyżwiarz figurowy, startujący w konkurencji solistów. Drużynowy wicemistrz olimpijski z Pjongczangu (2018), brązowy medalista: mistrzostw świata (2018), mistrzostw Europy (2017, 2018), finału cyklu Grand Prix (2017) oraz trzykrotny mistrz Rosji (2017, 2018, 2021).

## Osiągnięcia
| Zawody                                | 11–12          | 12–13          | 13–14          | 14–15          | 15–16          | 16–17          | 17–18          | 18–19          | 19–20          | 20–21          | 21–22          |                |                |                |                |                |                |                |                |
| Międzynarodowe                        | Międzynarodowe | Międzynarodowe | Międzynarodowe | Międzynarodowe | Międzynarodowe | Międzynarodowe | Międzynarodowe | Międzynarodowe | Międzynarodowe | Międzynarodowe | Międzynarodowe | Międzynarodowe | Międzynarodowe | Międzynarodowe | Międzynarodowe | Międzynarodowe | Międzynarodowe | Międzynarodowe | Międzynarodowe |
| ------------------------------------- | -------------- | -------------- | -------------- | -------------- | -------------- | -------------- | -------------- | -------------- | -------------- | -------------- | -------------- | -------------- | -------------- | -------------- | -------------- | -------------- | -------------- | -------------- | -------------- |
| Igrzyska olimpijskie                  |                |                |                |                |                |                | 8              |                |                |                | WD             |                |                |                |                |                |                |                |                |
| Mistrzostwa świata                    |                |                |                |                | 4              | 8              | 3              | 6              |                | 5              |                |                |                |                |                |                |                |                |                |
| Mistrzostwa Europy                    |                |                |                |                | 5              | 3              | 3              | 5              |                |                | WD             |                |                |                |                |                |                |                |                |
| GP Finał Grand Prix                   |                |                |                |                |                |                | 3              |                |                |                | C              |                |                |                |                |                |                |                |                |
| GP Cup of China                       |                |                |                |                |                |                | 1              |                |                |                |                |                |                |                |                |                |                |                |                |
| GP Grand Prix Helsinki                |                |                |                |                |                |                |                | 4              |                |                |                |                |                |                |                |                |                |                |                |
| GP NHK Trophy                         |                |                |                |                |                | 5              |                |                | WD             |                |                |                |                |                |                |                |                |                |                |
| GP Rostelecom Cup                     |                |                |                | WD             | 5              | 4              | 3              | 4              |                | 1              | 2              |                |                |                |                |                |                |                |                |
| GP Skate Canada International         |                |                |                |                |                |                |                |                | WD             |                |                |                |                |                |                |                |                |                |                |
| GP Gran Premio d’Italia               |                |                |                |                |                |                |                |                |                |                | 2              |                |                |                |                |                |                |                |                |
| CS Finlandia Trophy                   |                |                |                |                |                | 4              | 4              | 1              |                |                | 2              |                |                |                |                |                |                |                |                |
| CS Golden Spin of Zagreb              |                |                |                |                |                |                |                | 2              |                |                |                |                |                |                |                |                |                |                |                |
| CS Ice Challenge                      |                |                |                |                | 3              |                |                |                |                |                | WD             |                |                |                |                |                |                |                |                |
| CS Memoriał Ondreja Nepeli            |                |                |                |                | 2              |                | 1              | 1              |                |                |                |                |                |                |                |                |                |                |                |
| CS Tallinn Trophy                     |                |                |                |                |                |                | WD             |                |                |                |                |                |                |                |                |                |                |                |                |
| Dragon Trophy                         |                |                | 1              |                |                |                |                |                |                |                |                |                |                |                |                |                |                |                |                |
| Gardena Spring Trophy                 |                |                | 3              | 1              |                |                |                |                |                |                |                |                |                |                |                |                |                |                |                |
| Memoriał Helmuta Seibta               |                |                |                |                | 1              |                |                |                |                |                |                |                |                |                |                |                |                |                |                |
| Volvo Open Cup                        |                | 2              |                |                |                |                |                |                |                |                |                |                |                |                |                |                |                |                |                |
| International Challenge Cup           |                |                |                |                |                |                |                |                |                | 1              |                |                |                |                |                |                |                |                |                |
| Minsk-Arena Ice Star                  |                |                |                |                |                |                |                |                |                | 1              |                |                |                |                |                |                |                |                |                |
| Międzynarodowe: Kategorie młodzieżowe |                |                |                |                |                |                |                |                |                |                |                |                |                |                |                |                |                |                |                |
| Mistrzostwa świata juniorów           |                | 6              |                |                |                |                |                |                |                |                |                |                |                |                |                |                |                |                |                |
| JGP w Australii                       | 4              |                |                |                |                |                |                |                |                |                |                |                |                |                |                |                |                |                |                |
| JGP w Estonii                         |                |                | 2              |                |                |                |                |                |                |                |                |                |                |                |                |                |                |                |                |
| JGP we Francji                        |                | 6              |                |                |                |                |                |                |                |                |                |                |                |                |                |                |                |                |                |
| JGP na Słowacji                       |                |                | 3              |                |                |                |                |                |                |                |                |                |                |                |                |                |                |                |                |
| Krajowe                               |                |                |                |                |                |                |                |                |                |                |                |                |                |                |                |                |                |                |                |
| Mistrzostwa Rosji                     |                | 7              | WD             |                | 2              | 1              | 1              | 2              | WD             | 1              | 2              |                |                |                |                |                |                |                |                |
| Mistrzostwa Rosji juniorów            | 6              | 1              | 5              |                |                |                |                |                |                |                |                |                |                |                |                |                |                |                |                |
| Zawody drużynowe                      |                |                |                |                |                |                |                |                |                |                |                |                |                |                |                |                |                |                |                |
| Igrzyska olimpijskie                  |                |                |                |                |                |                | 2 T            |                |                |                |                |                |                |                |                |                |                |                |                |
| World Team Trophy                     |                |                |                |                |                | 2 T 4 P        |                |                |                | 1 T 3 P        |                |                |                |                |                |                |                |                |                |
| Team Challenge Cup                    |                |                |                |                | 2 T 4 P        |                |                |                |                |                |                |                |                |                |                |                |                |                |                |

## Programy
| Sezon   | Program krótki (SP) | Program dowolny (FS) | Pokazy mistrzów                                                                                         |
| ------- | --- | --- | --- |
| 2020–21 | - Let’s Get Loud – The Baseballs, oryg. Jennifer Lopez choreografia: Tatjana Prokofjewa                                                                                     | - Nuriejew (z filmu Biały kruk) – Elisabed Batiaszwili, oryg. Ilan Eshkeri choreografia: Ilja Awierbuch, Tatjana Prokofjewa          | - Une vie d'amour – Charles Aznavour                                                                    |
| 2019–20 | - Diga Diga Doo (z musicalu Blackbirds of 1928) – Big Bad Voodoo Daddy, oryg. Jimmy McHugh choreografia: Olga Zotowa - Wind of Change – Scorpions choreografia: Olga Zotowa | - Charlie Chaplin medley – Charlie Chaplin - Światła wielkiego miasta - Brzdąc - Dzisiejsze czasy choreografia: Olga Zotowa          | - Wind of Change – Scorpions choreografia: Olga Zotowa                                                  |
| 2018–19 | - I Belong to You (+Mon cœur s'ouvre à ta voix) – Muse choreografia: Stéphane Lambiel                                                                                       | - Adagio – Georges Bizet, Rodion Szczedrin - Habanera – Georges Bizet choreografia: Olga Zotowa                                      | - Nothing Else Matters – Metallica                                                                      |
| 2017–18 | - XXIII koncert fortepianowy – Wolfgang Amadeus Mozart - Tango choreografia: Olga Kluszniczenko                                                                             | - Elvis Presley medley – Elvis Presley - Steamroller Blues - Can’t Help Falling in Love - Rip It Up choreografia: Olga Kluszniczenko | - Nothing Else Matters – Metallica - Baba Jaga (z Obrazki z wystawy) – Modest Musorgski                 |
| 2016–17 | - Nightingale Tango – Jurij Bogosłowskij - Foxtrot John Gray – Matwiej Błanter choreografia: Olga Kluszniczenko                                                             | - Le rêve de la fiancée – Jean-Marc Zelwer - À la lune (ze spektaklu La Nouba) – Cirque du Soleil choreografia: Olga Kluszniczenko   | - Baba Jaga (z Obrazki z wystawy) – Modest Musorgski - Hallelujah – Axel Rudi Pell, oryg. Leonard Cohen |
| 2015–16 | - Nightingale Tango – Jurij Bogosłowskij - Foxtrot John Gray – Matwiej Błanter choreografia: Olga Kluszniczenko                                                             | - Miasteczko Halloween – Danny Elfman choreografia: Olga Kluszniczenko                                                               | - Fever – Elvis Presley, oryg. Little Willie John                                                       |
| 2014–15 | - Fever – Elvis Presley, oryg. Little Willie John - A Tap Dancer's Dilemma – Diablo Swing Orchestra                                                                         | - Miasteczko Halloween – Danny Elfman                                                                                                | |
| 2013–14 | - Maska – Randy Edelman | - Tango Invierno Porteno – Astor Piazzolla                                                                                           | |
| 2012–13 | - Maska – Randy Edelman | - Pearl Harbor – Hans Zimmer | |
| 2011–12 | - Tango – Gotan Project | - Spartakus – Aram Chaczaturian | |